# Chiesa di San Giuseppe Cottolengo (Bologna)
La chiesa di San Giuseppe Cottolengo è un luogo di culto cattolico di Bologna, sede dell'omonima parrocchia, nel quartiere Porto della città.

## Storia
La chiesa è sede parrocchiale, istituita dall'arcivescovo cardinale Giacomo Lercaro  nel 1957.
Gestita dai religiosi della Piccola Opera della Divina Provvidenza di Don Orione, è dedicata a san Giuseppe Benedetto Cottolengo, fondatore della Piccola casa della Divina Provvidenza a cui don Orione si era ispirato.